# ویلدپولدسرید
ویلدپولدسرید (به آلمانی: Wildpoldsried) یک شهر در آلمان است که در ابرالاگوی واقع شده‌است. ویلدپولدسرید ۲٬۵۱۹ نفر جمعیت دارد.